# Life on the Mississippi
Life on the Mississippi é um livro de memórias de Mark Twain sobre seus dias como piloto fluvial de navio a vapor no Rio Mississippi antes da Guerra Civil Americana, publicado em 1883. Também é um livro de viagens, relatando suas jornadas pelo rio Mississippi, de St. Louis até Nova Orleães e depois de Nova Orleães até Saint Paul, muitos anos após a guerra.

## Visão geral
O livro começa com uma breve história do rio conforme relatada por europeus e americanos, começando com o explorador espanhol Hernando de Soto em 1542. Em seguida, apresenta anedotas sobre o treinamento de Twain como piloto de navio a vapor, como aprendiz (cub) de um piloto experiente, Horace E. Bixby. Ele descreve, com grande afeição, a ciência de navegar o sempre mutável rio Mississippi, em uma seção originalmente publicada em 1876, intitulada "Old Times on the Mississippi". Embora Twain tivesse 21 anos quando iniciou seu treinamento, ele usa licença artística para parecer mais jovem, referindo-se a si mesmo como um "fledgling" (iniciante) e um "menino" que "fugiu de casa" para buscar fortuna no rio, destacando sua ingenuidade e imaturidade.
Na segunda metade, Twain narra sua viagem muitos anos depois, de navio a vapor, de St. Louis a Nova Orleães, seguida de uma jornada de Nova Orleães a St. Paul (com uma parada em sua cidade natal de infância, Hannibal, MO). Ele descreve a concorrência dos trens, o crescimento das novas grandes cidades, e faz observações sobre ganância, credulidade, tragédia e má arquitetura. Também conta algumas histórias que provavelmente são histórias fantásticas.

## Publicação
Publicado simultaneamente em 1883 nos Estados Unidos e na Grã-Bretanha, o livro foi o primeiro submetido a uma editora como um manuscrito datilografado. Twain, no entanto, não usou a máquina de escrever pessoalmente. Sua secretária, Isabel V. Lyon, digitou a partir do manuscrito de Twain.

## Adaptações dramáticas
Em 1980, o livro foi adaptado como um filme para televisão para a televisão pública americana, com David Knell interpretando Samuel Clemens (verdadeiro nome de Mark Twain) e Robert Lansing como Horace Bixby, o piloto de navio a vapor que o orientou. O filme incorporou várias histórias fantásticas do livro, tecidas em uma narrativa ficcional.
Em 2010, Life on the Mississippi foi adaptado como um musical teatral, com libreto e letras de Douglas M. Parker e música de Denver Casado. Foi produzido naquele ano em Kansas City, Missouri e Door County, Wisconsin.
Em 2013, Life on the Mississippi, uma peça musical de Philip Hall, foi encenada na Workshop Theater Company em Nova Iorque. Foi dirigida por Susanna Frazer.